# Šime Luketin
Šime Luketin (Split, 7. rujna 1953.) je bivši hrvatski nogometaš.

## Karijera
Od 1974. igra za splitski Hajduk. Za Hajduk odigrava 302 utakmica i postiže 24 zgoditaka (prvenstvenih 155/6; službenih 186/9; prijateljskih 116/15). U sezoni 1976./77. s Hajdukom osvaja kup maršala Tita. Šime u kupskim utakmicama postiže 2 zgoditka u 13 nastupa i 1 gol u 18 europskih natjecanja. 1981. odlazi u Francusku, točnije u FC Sochaux. Za Sochaux odigrava 37 utakmica (postigao jedan zgoditak), te ondje završava karijeru 1983. godine.
Nakon okončanja aktivnog igranja nogometa nikada se nije bavio trenerskim poslom.
Statistika u Hajduku
| Natjecanje        | Nastupi | Zgoditci |
| ----------------- | ------- | -------- |
| Prvenstvo         | 155     | 6        |
| Kup               | 13      | 2        |
| Superkup          | 0       | 0        |
| Međunarodne       | 18      | 1        |
| Splitski podsavez | 0       | 0        |
| Ukupno            | 186     | 9        |
| Prijateljske      | 116     | 15       |
| Sveukupno         | 302     | 24       |

Od 14. siječnja 1998. do 7. lipnja 2000. bio je predsjednik Hajduka.
Po zanimanju je bankar. Predsjednik je Uprave Credo banke.